# La Vallée-de-la-Gatineau
A Regionalidade Municipal do Condado de La Vallée-de-la-Gatineau está situada na região de Outaouais na província canadense de Quebec. Com uma área de mais de treze mil quilómetros quadrados, tem, segundo dados de 2005, uma população de cerca de vinte mil pessoas sendo comandada pela cidade de Gracefield. Ela é composta por 22 municipalidades: 2 cidades, 13 municípios, 2 cantões e 5 territórios não organizados. 

## Municipalidades

### Cidades
- Gracefield
- Maniwaki

### Municípios
- Blue Sea
- Bois-Franc
- Bouchette
- Cayamant
- Déléage
- Denholm
- Egan-Sud
- Grand-Remous
- Kazabazua
- Lac-Sainte-Marie
- Messines
- Montcerf-Lytton
- Sainte-Thérèse-de-la-Gatineau

### Cantões
- Aumond
- Low

### Territórios não organizados
- Cascades-Malignes
- Dépôt-Échouani
- Lac-Lenôtre
- Lac-Moselle
- Lac-Pythonga

## Região Autônoma
As reserva indígenas de Kitigan Zibi e Lac-Rapide não são membros do MRC, mas seus territórios estão encravados nele.